# Hotspot Shield
Hotspot Shield é um freemium para criar redes privadas virtuais, desenvolvido pela empresa AnchorFree, Inc. em 2008. Permite que os usuários possam navegar na internet privadamente, através de uma VPN.

## Uso
O Hotspot Shield permite que os usuários naveguem utilizando um servidor proxy, ou seja, camufla seu endereço IP. O programa impede também que sua operadora de internet faça o traffic shaping. Também é utilizado para burlar sistemas que bloqueiam endereços web. 

## História
O software foi lançado em abril de 2008 para Windows e MAC, mas foi expandido para o IOS e Android, em 2011 e 2012, respectivamente. 

## Prêmios
- 2013 Appy Award for Best Online Security/Privacy Application[1]
- Softonic's 2013 Best Apps of Mobile World Congress
- Most Important Security Startups of 2013

## Ligações Externas
- Site Oficial (em inglês)